# Idaea trilinearia
Idaea trilinearia är en fjärilsart som beskrevs av Jacob Hübner 1787. Idaea trilinearia ingår i släktet Idaea och familjen mätare. Inga underarter finns listade i Catalogue of Life.